# Designbyrå
En designbyrå består av minst en person som arbetar med framtagning av ny produkter eller objekt med hänsyn till design. Detta arbete kan bestå av arbete åt det egna företaget, i samarbete med andra företag eller som konsultjobb åt andra företag.

## Storlek
En designbyrå består oftast av ett antal designers, så som formgivare och hantverkare, som arbetar i en gemensam studio. Storleken på designbyrån kan sträcka sig från en individ till 1000 medlemmar. Arbetsplatsen består oftast av en studio som vanligtvis omfattar möbler, designverktyg, arbetsbänkar, mindre bearbetningsmaskiner, datorutrustning, presentationsskärmar och i vissa fall även lackeringsrum. De större företagen har utöver formgivare även tekniker och hantverkare som arbetar med framtagning av prototyper och konstruktionsdetaljer.
De designers som arbetar som frilansare eller som enmansbyrå har ofta en mindre uppsättning av egna verktyg som är nödvändiga för arbetet i hemmet eller i en mindre lokal.

## Ägarskap
Ofta slår sig flera designer ihop till en mindre designbyrå med gemensamt eller delat ägarskap. När det gäller medelstora till större byråer kan de exempelvis ägas och drivas av en tillverkare eller av ett designföretag som sysslar med konsultjobb till olika företag och branscher.